# Houniou
Le ruisseau du Houniou est un cours d'eau qui traverse le département des Landes et un affluent droit de l'Adour dans le bassin versant de celui-ci.

## Hydronymie
Sur la commune du Leuy, le cours d'eau prend le nom de ruisseau du Moulin du Leuy, avant de devenir le ruisseau du Moulin de Barris sur Lamothe.

## Géographie
D'une longueur de 12,4 kilomètres, il prend sa source sur la commune d'Aurice (Landes), à l'altitude 75 mètres.
Il coule du nord-est vers le sud-ouest et se jette dans l'Adour à Souprosse (Landes), à l'altitude 23 mètres.

## Communes et cantons traversés
Dans le département des Landes, le ruisseau du Houniou traverse six communes et trois cantons, dans le sens amont vers aval : Aurice (source), Campagne, Le Leuy, Lamothe, Cauna et Souprosse (confluence).
Soit en termes de cantons, le ruisseau du Houniou prend source dans le canton de Saint-Sever, arrose le canton de Mont-de-Marsan-Sud et conflue dans le canton de Tartas-Est.

## Affluents
Le ruisseau du Houniou n'a pas d'affluent référencé par le SANDRE.